# Free and Easy (film, 1941)
Pour les articles homonymes, voir Free and Easy.
Pour plus de détails, voir Fiche technique et Distribution.
Free and Easy est un film américain réalisé par George Sidney, sorti en 1941.

## Synopsis
Un père et son fils tous deux à épouser des femmes riches mais ils vont rencontrer des difficultés...

## Fiche technique
- Titre : Free and Easy
- Réalisation : George Sidney
- Scénario : Marvin Borowsky d'après la pièce d'Ivor Novello
- Direction artistique : Cedric Gibbons
- Photographie : George J. Folsey et Charles Lawton Jr.
- Pays d'origine : États-Unis
- Format : Noir et blanc - 1,37:1 - Mono
- Genre : comédie romantique
- Date de sortie : 1941

## Distribution
- Robert Cummings : Max Clemington
- Ruth Hussey : Martha Gray
- Judith Anderson : Lady Joan Culver
- C. Aubrey Smith : Le Duc
- Nigel Bruce : Florian Clemington
- Reginald Owen : Sir George Kelvin
- Tom Conway : Capitaine Ferris
- Forrester Harvey : Briggs
- Charles Coleman : Powers
- Theresa Maxwell Conover : Lady Ridgeway
- Frederick Worlock : Manager